# Bimini
Bimini è il distretto più occidentale delle Bahamas, composto da una catena di isole situato a circa 80 km (50 miglia) ad est di Miami, in Florida. Bimini è il punto più vicino delle Bahamas alla terraferma degli Stati Uniti a circa 209 km (137 miglia) a nord-ovest di Nassau. La popolazione complessiva del distretto è di 2.008 abitanti al censimento 2010.

## Storia
Il nome di Bimini si pensa derivi dai Lucaiani, i primi abitanti dell'isola. In lingua lucaiana, Bimini significa due isole. Durante il XVII e XVIII secolo, Bimini è stata utilizzata dai pirati per accaparrarsi le navi spagnole che viaggiavano dal Sud America all'Europa. Quando la schiavitù è stata abolita nel 1838, gli schiavi cominciarono a stabilirsi nell'isola dal 1840.

## Geografia
Le isole maggiori sono North Bimini e South Bimini. Il distretto di Bimini comprende anche Cay Sal Bank, più di 100 km (62 miglia) a sud, che non fa parte geograficamente delle Isole Bimini, ma è un'unità separata. North Bimini è lunga circa 11 km (7 miglia) e larga 210 m (700 piedi). Il suo insediamento principale è Alice Town, un raggruppamento di negozi, ristoranti, e bar che circondano una sola strada conosciuta come "Strada dei Re".
South Bimini ospita una pista di atterraggio, l'aeroporto di South Bimini ed offre una tranquilla alternativa al trambusto di North Bimini. C'è una piccola comunità in South Bimini conosciuta come Port Royale. Per molti anni, i turisti recatisi a South Bimini si sono limitati ad usufruire delle imbarcazioni per la modesta disponibilità di alloggi o case per vacanze.
L'oceano che circonda le isole è considerato uno dei luoghi di pesca più ambiti al mondo. Poiché Bimini dista non molto da Miami, in Florida, i pescatori statunitensi sono soliti andare sull'isola in barca per pescare o per godere della vita notturna che offrono i locali. Le immersioni subacquee e lo snorkeling sono le attività più diffuse, in quanto vi sono molti relitti di navi nella zona, come il relitto della SS Sapona, che si arenò nel 1926 durante un uragano. La parte superiore della nave è esposta all'aria, mentre la metà inferiore è sommersa. Le parti del relitto sono state spogliate nel corso degli anni ed una parte del legno è stato utilizzato nella costruzione dell'Angler Compleat Hotel bar a North Bimini.